# Vantablack

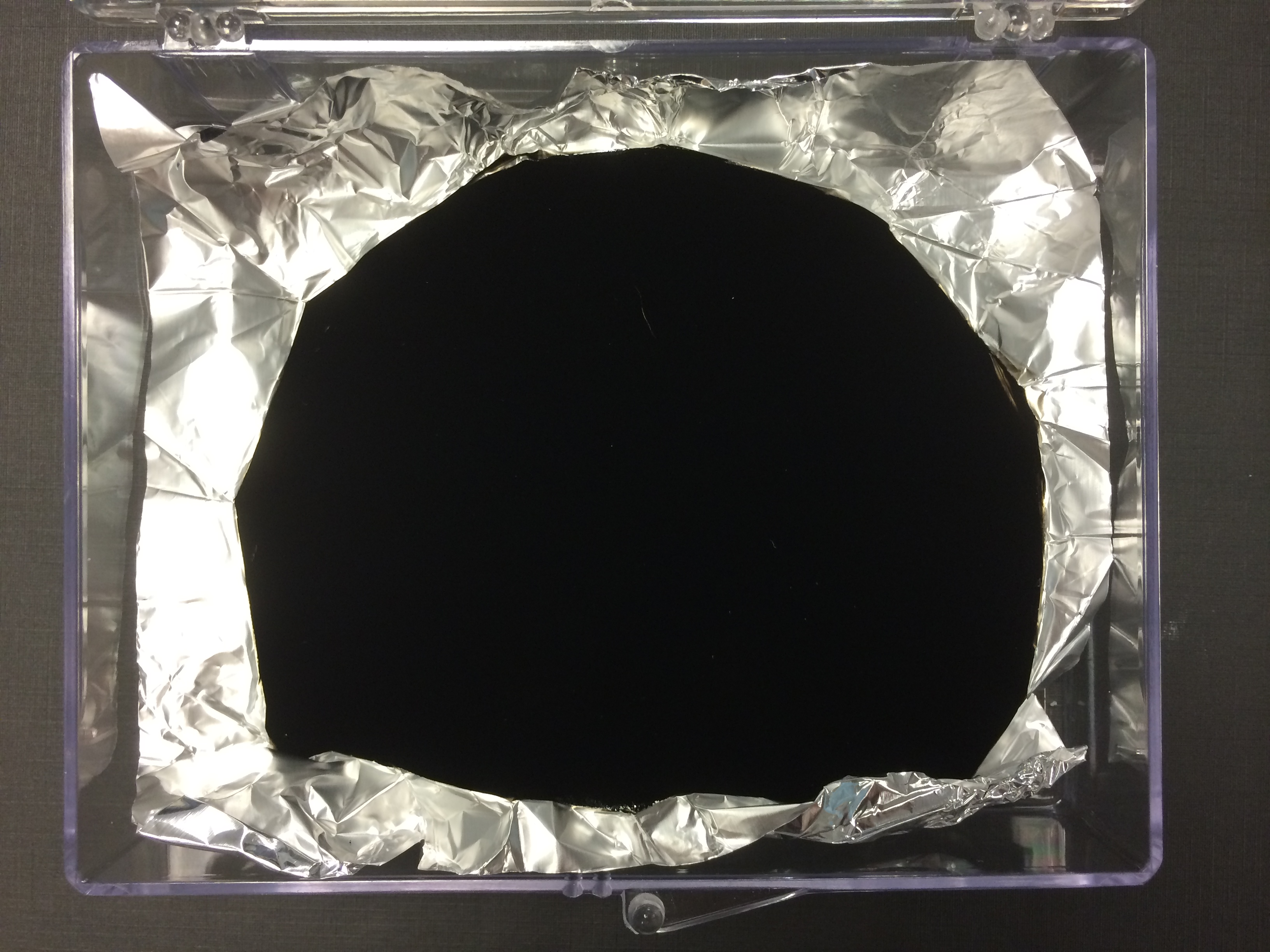
Una muestra de Vantablack sobre papel aluminio; si el objetivo de la cámara se moviera de derecha a izquierda o de arriba hacia abajo se notaría un contraste casi absoluto. El papel de aluminio refleja gran parte de la luz, en cambio, el Vantablack es tan oscuro que en una vista 3D aparece no solo como una mancha muy negra, sino como un hueco muy profundo. En lo real, el relieve del Vantablack sobresale del papel de aluminio..

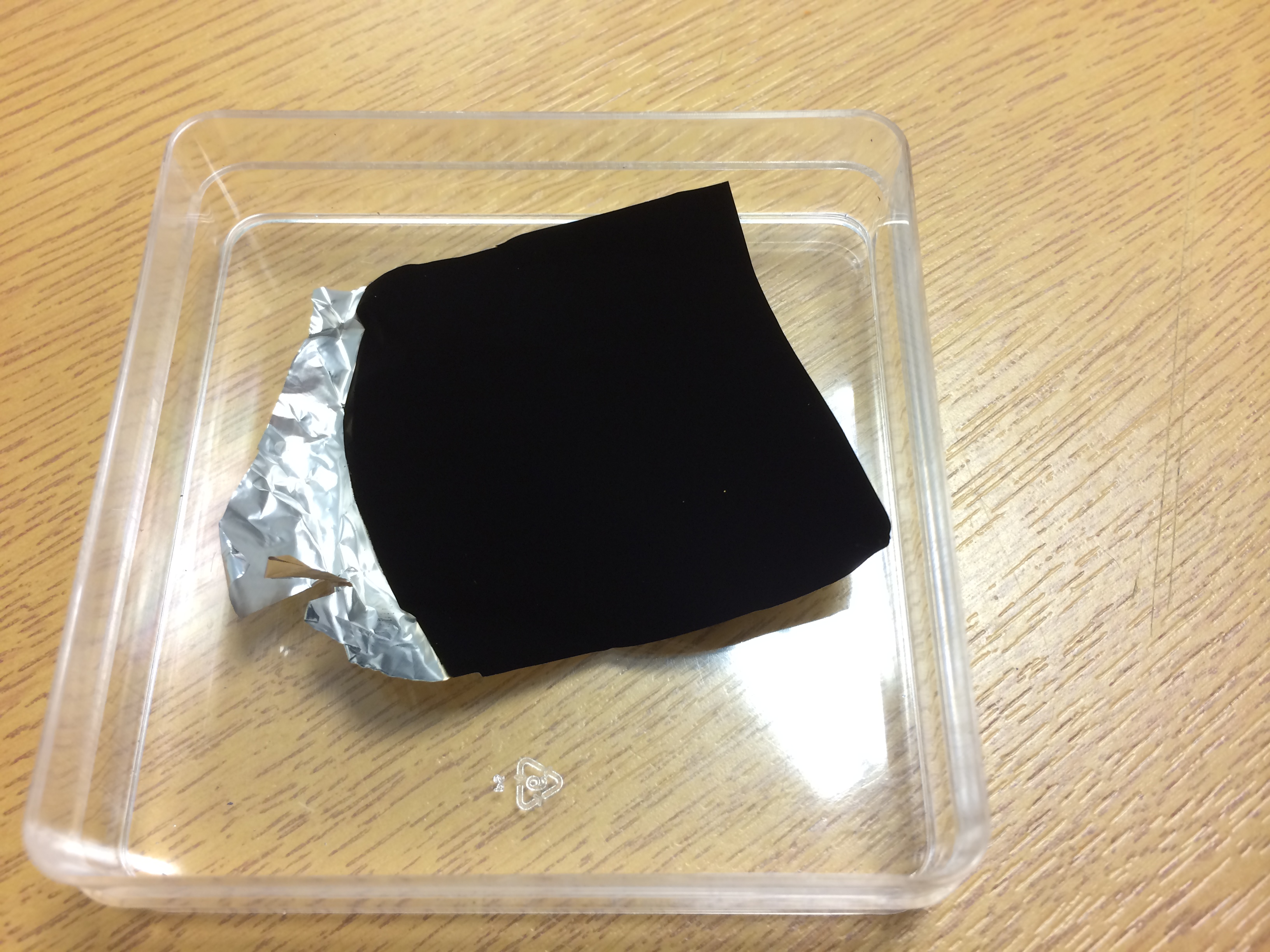
Vantablack sobre papel aluminio.

 El Vantablack es el nombre comercial de una serie de revestimientoscreados a partir de nanotubos de carbono.Hasta 2015 mantuvo el récord Guinness de "Substancia más oscura hecha por el hombre". Llega a absorber hasta un 99,965% de la radiación de luz visible.

## Etimología
Se lo nombra del acrónimo en inglés Vertically Aligned Nano Tube Arrays, que se traduce como 'conjunto de nanotubos verticalmente alineados'.

## Propiedades
El Vantablack está compuesto por una especie de «bosque» de nanotubos verticales. Cuando la luz alcanza el Vantablack, en lugar de reflejarla, queda atrapada siendo continuamente desviada entre los nanotubos, para finalmente ser absorbida y posteriormente disipada en forma de calor.
Vantablack puede absorber el 99.965% de la luz visible y para ser creado requiere de una temperatura de 400 °C (757 °F). La NASA ha desarrollado una sustancia similar que puede soportar una temperatura de hasta 750 °C (1380 °F). Vantablack puede aplicarse sobre materiales que no soportan temperaturas más altas.

## Desarrollo
Su primera etapa de desarrollo fue conducida por el National Physical Laboratory (UK), aunque el término VANTA no fue acuñado sino tiempo después. Actualmente, el Vantablack está siendo desarrollado por la empresa Surrey NanoSystems.

## Mejoras sobre sustancias previas con características similares
El Vantablack ofrece una serie de mejoras sobre otras sustancias con características similares previamente desarrolladas. El carbón, por ejemplo, posee un índice de albedo de 4%.
Asimismo, la desgasificación y el bajo nivel de partículas que se desprende en su fabricación, a diferencia de sustancias predecesoras, lo hacen un candidato óptimo para su producción a nivel comercial. De igual forma, el Vantablack posee una gran resistencia a las vibraciones y un alto grado de estabilidad térmica o termal.

## Aplicaciones
Esta sustancia tiene potencialmente múltiples aplicaciones, incluyendo evitar que la luz parásita entre a los tubos de los telescopios, mejorando en consecuencia el rendimiento de las cámaras utilizadas tanto en la Tierra como en el espacio. Se considera su uso en el arte e incluso en el camuflaje, ya que a simple vista el Vantablack no solo sugiere a la visión humana (y de otros muchos animales) la sensación del color negro sino que por ilusión óptica es tal su oscuridad que sugiere hoyos tridimensionales absolutamente oscuros, incluyendo oscuros huecos ilusorios al ser aplicado en superficies planas. Esto es así incluso cuando está iluminado por luces láser, las cuales no refleja. También, en el uso cotidiano, se utiliza para vestimenta para gente con cáncer, para evitar que la piel tenga contacto con la radiación solar.[cita requerida]

## Derechos de uso
El artista indio Anish Kapoor compró los derechos de uso exclusivo del pigmento por una suma desconocida. Sin embargo, varios artistas han utilizado el Vantablack en sus obras de arte, por lo tanto se han manifestado en contra de Kapoor, reclamando si es ético que un artista posea el control sobre determinado color. La venta tiene una cláusula para que el material sea utilizado únicamente con fines artísticos.

## Producción
La producción del Vantablack está siendo incrementada para satisfacer las necesidades de la industria aeroespacial y del sector militar.
En la actualidad se producen diferentes variantes de Vantablack según su aplicación:
- Vantablack S-VIS: revestimientos de aplicación por pulverización calificado para uso espacial de UV a Infrarrojo lejano basado en tecnología de nanotubos de carbono. Generalmente se usa para sistemas de deflectores y LiDAR.
- Vantablack S-IR: recubrimiento optimizado para infrarrojo de 3 a 30 µm y se usa para sistemas de cuerpo negro terrestres y espaciales y escudos térmicos.
- Vantablack VBx2.3: recubrimiento de supresión de luz difusa aplicado por pulverización, sin nanomateriales y usado para escudos antideslumbrantes de cámaras y pantallas de visualización frontal (HUD).